# Попадюк Ігор Михайлович
І́гор Миха́йлович Попадю́к — український військовослужбовець, майор Збройних сил України, командир 1-го окремого батальйону морської піхоти. Позивний «Монгол».

## Бойовий шлях
Влітку 2014 року Ігор Попадюк у складі 9-го батальйону територіальної оборони «Вінниця», серед перших зупинив просування колони броньованої російської техніки в Новоазовському районі. Коли російські частини оточили Новоазовськ, сили АТО були змушені залишити місто. Та декілька десятків українських воїнів опинилися в оточенні. Ігор Попадюк разом із комбатом та ще одним бійцем на двох автомобілях поїхали за ними. Під щільним вогнем противника їм вдалося вклинитися в утворений «котел» й забрати хлопців.
В подальшому перейшов у морську піхоту. Влітку 2016 року отримав військове звання майора. Призначений командиром 1-го окремого батальйону морської піхоти 36-ї окремої бригади морської піхоти Військово-Морських Сил Збройних Сил України. Батальйон виконує бойові завдання на Маріупольському напрямку.

## Нагороди
- За особистий внесок у зміцнення обороноздатності Української держави, мужність, самовідданість і високий професіоналізм, виявлені під час бойових дій та при виконанні службових обов'язків, відзначений — нагороджений орденом Данила Галицького (13 серпня 2015 року).
- Орден «Народний Герой України» (наказ № 17 від 29 червня 2016 року).